# Fillé
Fillé (auch: Fillé-sur-Sarthe) ist eine französische Gemeinde mit 1.543 Einwohnern (Stand: 1. Januar 2022) im Département Sarthe in der Region Pays de la Loire. Sie gehört zum Arrondissement La Flèche und zum Kanton La Suze-sur-Sarthe. Die Einwohner werden Filléens genannt.

## Geographie
Fillé liegt etwa 13 Kilometer südsüdwestlich von Le Mans an der Sarthe. Umgeben wird Fillé von den Nachbargemeinden Voivres-lès-le-Mans im Norden und Nordwesten, Spay im Osten und Nordosten, Guécélard im Süden und Osten sowie Roëzé-sur-Sarthe im Westen und Südwesten.

## Bevölkerungsentwicklung
| Jahr                       | 1962 | 1968 | 1975 | 1982 | 1990 | 1999 | 2006 | 2018 |
| Einwohner                  | 501  | 470  | 617  | 744  | 836  | 1086 | 1486 | 1483 |
| Quellen: Cassini und INSEE |      |      |      |      |      |      |      |      |

## Sehenswürdigkeiten
- Kirche Saint-Martin-de-Vertou, 1944 bombardiert und abgebrannt, 1947–1956 wieder errichtet
- Schloss Le Gros Chesnay aus der Mitte des 17. Jahrhunderts
- Wassermühle aus dem 15. Jahrhundert

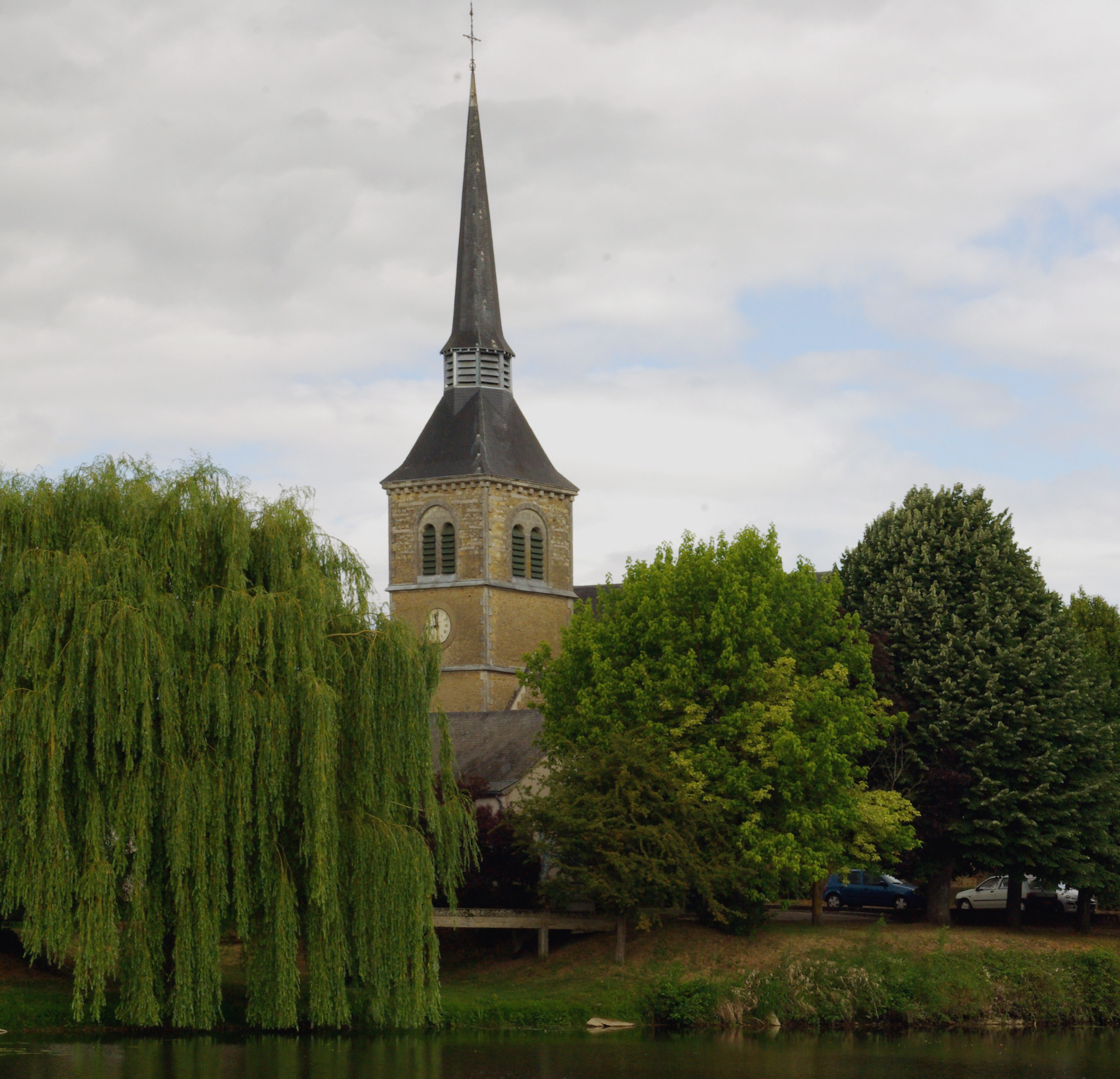
Kirche Saint-Martin-de-Vertou
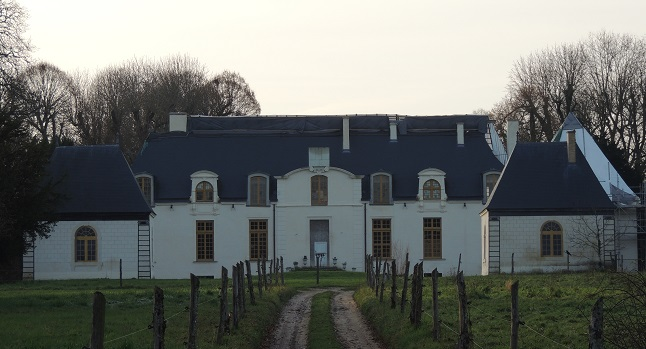
Schloss Le Gros Chesnay
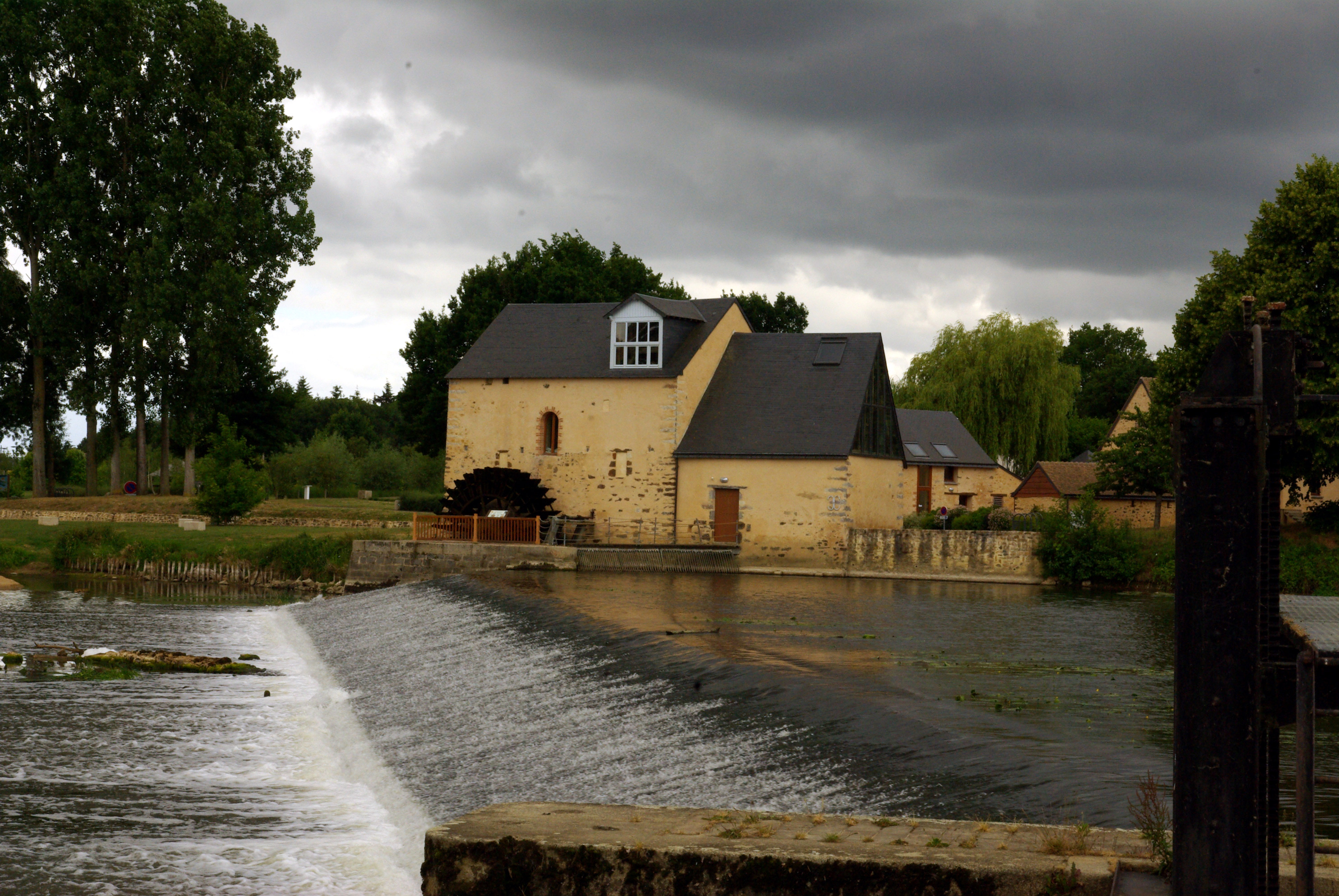
Wassermühle